# Cynortellina ornata
Cynortellina ornata is een hooiwagen uit de familie Cosmetidae.